# Suzuran (train)
Le Suzuran (すずらん) est un train express existant au Japon et exploité par la compagnie JR Hokkaido, qui relie la ville de Sapporo à celle de Muroran. Son nom signifie muguet en japonais.

## Gares desservies
Le Suzuran circule de la gare de Sapporo à la gare de Higashi-Muroran ou la gare de Muroran en empruntant les lignes Hakodate, Chitose et Muroran.
| Nom des gares   |
| --------------- |
| Sapporo         |
| Shin-Sapporo    |
| Chitose         |
| Minami-Chitose  |
| Numanohata      |
| Tomakomai       |
| Shiraoi         |
| Noboribetsu     |
| Horobetsu       |
| Washibetsu      |
| Higashi-Muroran |
| Wanishi*        |
| Misaki *        |
| Bokoi*          |
| Muroran*        |

Les gares marquées d'un astérisque ne sont pas desservies par tous les trains.

## Matériel roulant
Les services Suzuran sont effectués par des rames séries 785 et 789-1000. Dans le passé, ils ont été effectués par la série 781.

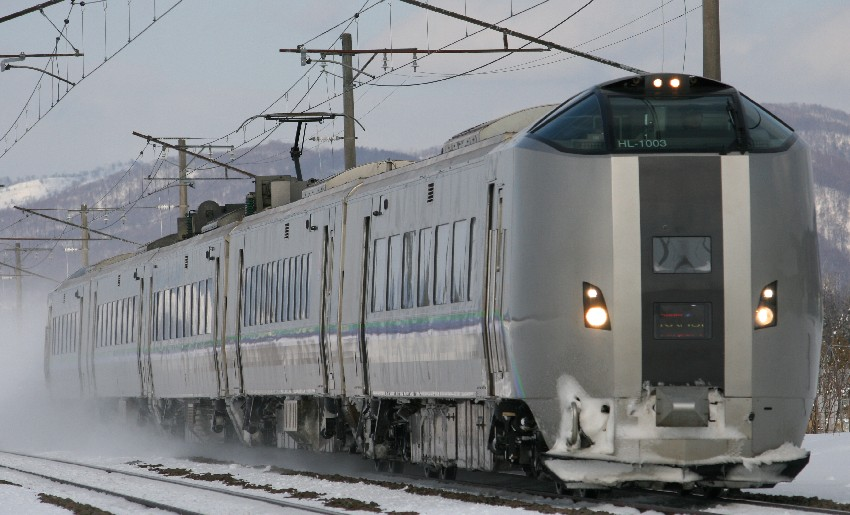
Série 789-1000
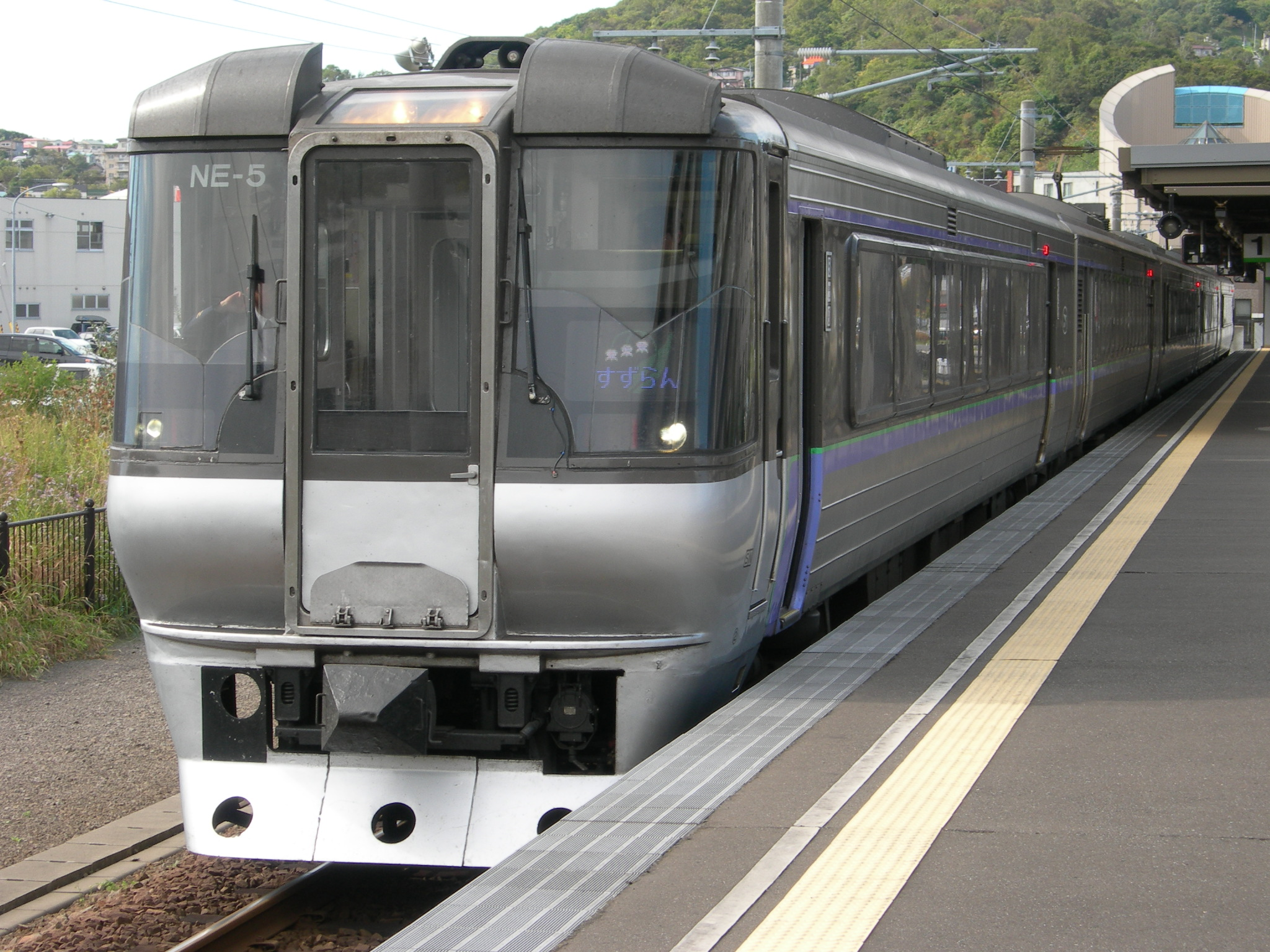
Série 785
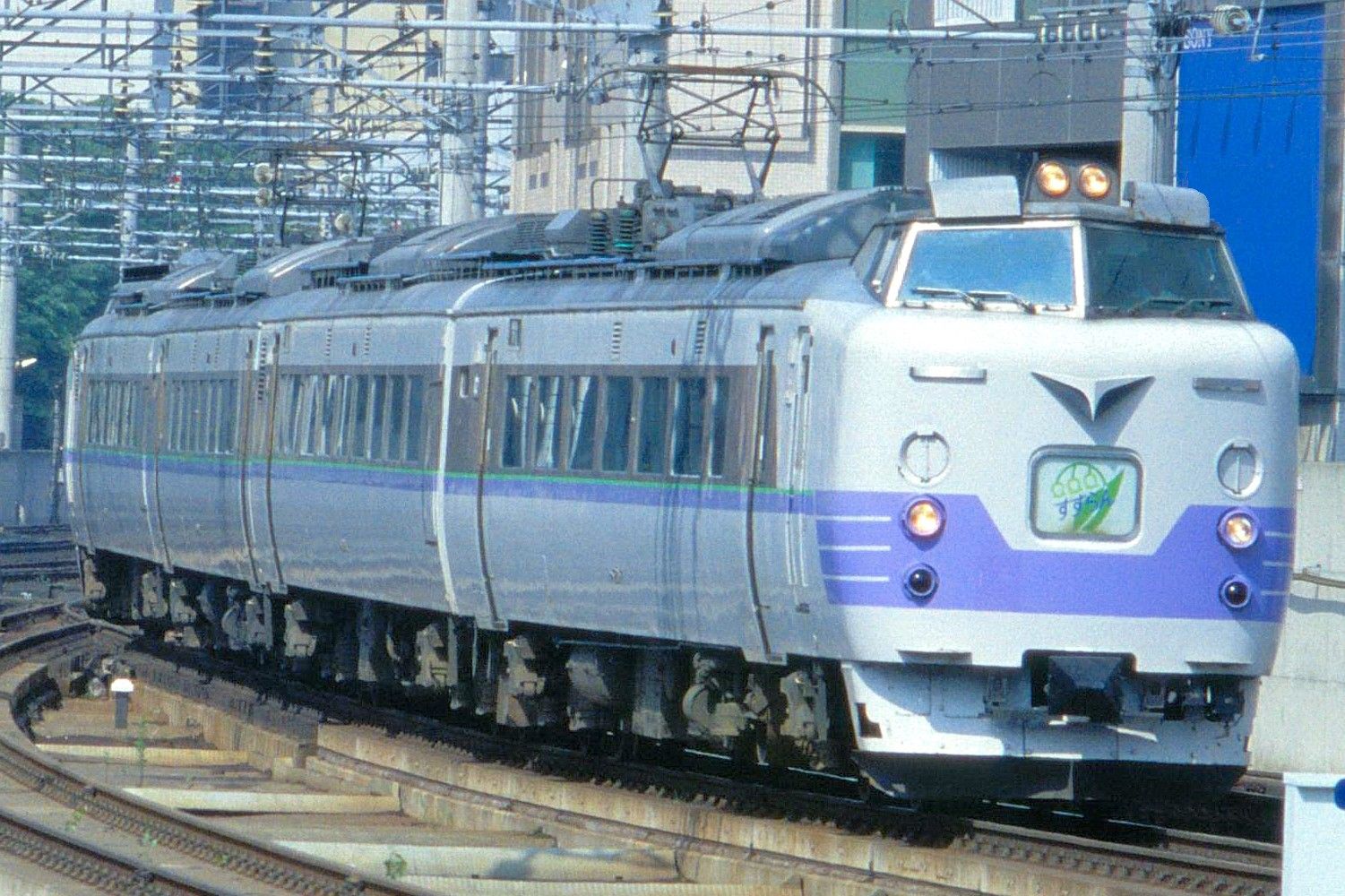
Série 781

## Composition des rames
- Série 785 et 789-1000[1]:

| N° de voiture | 1           | 2           | 3           | 4       | 5           |
| Classe        | Non réservé | Non réservé | Non réservé | Réservé | Non réservé |